# São Felipe (kommun)
São Felipe är en kommun i Brasilien.   Den ligger i delstaten Bahia, i den östra delen av landet, 1 000 km öster om huvudstaden Brasília. Antalet invånare är 20 305.
Följande samhällen finns i São Felipe:
- Sobradinho

Omgivningarna runt São Felipe är en mosaik av jordbruksmark och naturlig växtlighet. Runt São Felipe är det ganska tätbefolkat, med 96 invånare per kvadratkilometer.